# 奇異陳氏寄居蟹
奇異陳氏寄居蟹（学名：Chanopagurus atopos）为寄居蟹科陳氏寄居蟹屬下的一个种。